# Suka Banjar (Tetap)
Suka Banjar is een bestuurslaag in het regentschap Kaur van de provincie Bengkulu, Indonesië. Suka Banjar telt 448 inwoners (volkstelling 2010).